# Hippolyte de Kermarec
Pour les articles homonymes, voir Kermarec.
Hippolyte Félicité de Kermarec est un homme politique français né le 25 décembre 1812 à Rennes (Ille-et-Vilaine) et décédé le 16 octobre 1872 à Paris (9e arrondissement).

## Biographie
Magistrat sous la Monarchie de Juillet, il est député d'Ille-et-Vilaine de 1849 à 1851, siégeant avec la droite monarchiste.

## Sources
- « Hippolyte de Kermarec », dans Adolphe Robert et Gaston Cougny, Dictionnaire des parlementaires français, Edgar Bourloton, 1889-1891 [détail de l’édition]